# Guerra dos Nove Anos (Irlanda)
A Guerra dos Nove Anos irlandesa (em irlandêsː Cogadh na Naoi mBliana), também conhecida como a Rebelião de Tyrone, começou em 1594 e finalizou em 1603. Este conflito não deve ser  confundido com a Guerra dos Nove Anos de 1690, parte da qual se lutou também em Irlanda. O conflito livrou-se entre as forças aliadas dos terratenentes gaélicos Hugh Ou'Neill, e Rede Hugh Ou'Donnell, contra o governo inglês isabelino que governava a ilha. Teve batalhas em todas as partes do país, mas primariamente no norte da província de Ulster. A guerra finalizou com a derrota dos chefes irlandeses, os quais foram conduzidos ao exílio na «Fuga dos Condes» e com a posterior colonização do Ulster.
A guerra contra Ou'Neill e seus aliados supôs pára Inglaterra o maior conflito bélico na época isabelina. Durante 1600–1601, mais de 18.000 soldados da Coroa Inglesa encontravam-se lutando na Irlanda. Ao contrário, o exército inglês que assistiu aos Países Baixos durante a Guerra dos Oitenta Anos do século XVI não teve em nenhum momento mais de 12.000 soldados.

## Causas
A causa do conflito foi a colisão entre a ambição do chefe gaélico Hugh Ou'Neill e o Estado inglês, que desde o assentamento que tinha implantado no final do século passado conhecido como A empalizada, pretendia estender seu domínio ao resto da ilha. Nessa resistência, Ou'Neill conseguiu reunir a outros clãs que também estavam insatisfeitos com o governo inglês, bem como a alguns católicos que se opunham à propagação do protestantismo em Irlanda.

### A ascensão de Hugh Ou'Neill

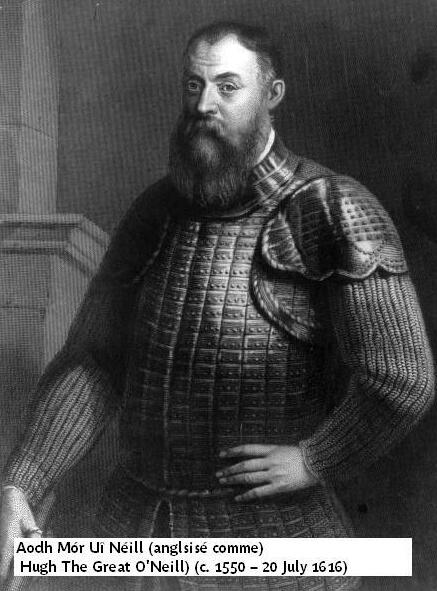
O grande Ou'Neill.

Hugo Ou'Neill procedia do poderoso clã Ou'Neill de Tyrone, dominante no centro da província do Ulster. Quando era menino, mataram a seu pai e Shane Ou'Neill o desterrou. Foi criado pela família Hovenden na empalizada, e as autoridades inglesas patrocinaram-no como Lord confiável. Em 1587, persuadiu a Isabel I pára que o nomeasse Conde de Tyrone, o título inglês que seu avô tinha possuído. No entanto, o verdadeiro poder em Ulster não arraigava no título, sinão em obter a posição de ser O Ou'Neill ou o chefe do clã Ou'Neill, ostentado por então por Turlough Luineach Ou'Neill. Este posto garantia a obediência de todos os Ou'Neills e seus subordinados no centro de Ulster; e por fim, em 1595, depois de muito derramamento de sangue, Hugh Ou`Neill conseguiu a posição.
Através de seu aliado Hugh Roe O'Donnell, também conhecido como Red Hugh Ou'Donnell, recebeu um contingente de redshanks escoceses e, graças a seu título inglês de conde, recrutou também um grande número de mercenários irlandeses, conhecidos como buanadha, dirigidos por homens como Richard Tyrell. Para armar a suas tropas, Hugh comprou mosquetes, picas e pólvora em [Reino da Escócia|[Escócia]] e Inglaterra e, a partir de 1591, Red Hugh Ou'Donnel, em nome de Hugh Ou'Neill, estabeleceu contatos com Felipe II de Espanha, solicitando ajuda para combater a seu inimigo comum, e apelando à defesa do catolicismo. Com a ajuda de Espanha, Ou'Neill conseguiu armar um exército de 8000 homens capaz de enfrentar aos ingleses no Ulster, algo sem precedentes para um chefe gaélico.

### Avanços ingleses no Ulster
A começos da década de 1590, Inglaterra tinha voltado sua atenção sobre o norte do Ulster e tinha-se encarregado ao Lord deputado FitzWilliam o controle da zona. Propôs-se a criação de um governo provincial, no que Henry Bagenal, um colono inglês assentado em Newry, ocuparia a presidência. Sua missão seria impor a autoridade da coroa com a ajuda dos sheriffs nomeados pelo governo de Dublim.
Em 1591, FitzWilliam acabou com o Senhorio dos MacMahon em Monaghan quando o líder da família se opôs à nomeação de um xerife inglês; foi enforcado e suas posses divididas. Houve vozes denunciando a corrupção do governo de FitzWilliam, mas ele atuou da mesma forma em Longford (território dos Ou'Farrell) e Bréifne (Cavam, território dos Ou'Reillys). As tentativas de levar a cabo esta política nas terras de Ou'Donnel e Ou'Neill foram respondidos com as armas.
O principal obstáculo para o exército inglês que pretendesse atacar Ou'Neill era a orografia. Por terra, só havia dois caminhos viáveis para as tropas: Newry no leste e Sligo no oeste. O resto do território circundante estava coberto de bosques, marismas, montanhas e pântanos. O Castelo de Sligo pertencia aos Ou'Connor, mas estava sob a constante ameaça dos Ou'Donnel; e a rota de Newry atravessava zonas nas que o exército inglês seria muito vulnerável, e só poderia ser mantida a costa de grandes sacrifícios humanos e materiais.
Ademais, estava o Castelo de Carrickfergus, ao norte de Belfast, onde se tinha instalado um pequeno grupo de colonos na década de 1570. Mas também desde aqui o terreno era desfavorável, já que o Lough Neagh, o rio Bann e os bosques de Glenconkeyn separavam estas terras da fronteira oriental dos territórios de Ou'Neill. Ficava a possibilidade de localizar um porto na costa norte onde desembarcar tropas, mas esta possibilidade a complicavam os clãs escoceses que apoiavam a Ou'Neill com homens e armas e distraíam aos ingleses.

## A guerra

### Começo das hostilidades
Em 1592, Red Hugh Ou`Donnel expulsou a um sheriff inglês, o capitão Willis, de seus territórios de Tyrconnel. Em 1593, Ou'Donnell uniu-se a Maguire para evitar a nomeação de Willis como sheriff de Fermanagh, território dos Maguire, começando uma ofensiva sobre as posições inglesas na fronteira sul do Ulster. No princípio, Ou'Neill apoiou os ingleses, na confiança de obter o cargo de presidente do Ulster. Isabel I, no entanto, temia que Ou'Neill não se contentasse com ser um terratenente às ordens da coroa, mas que pretendesse usurpar a Soberania Real e se converter em Príncipe do Ulster, pelo que decidiu não lhe conceder nenhum posto no governo do Ulster. Uma vez que Bagenal assumiu a presidência do Ulster, Ou'Neill compreendeu que a única opção que lhe ficava para defender seus interesses era a de unir à rebelião. Assim, em 1595, lançou um ataque contra um forte inglês situado no rio Blackwater.

### A vitória de Yellow Ford
As autoridades do Castelo de Dublim demoraram em compreender o alcance da rebelião. Após umas negociações fracassadas em 1596, as tropas inglesas trataram de penetrar no Ulster, mas foram rechaçadas pelos rebeldes, bem treinados e dispostos para o combate. Depois da dolorosa derrota de Clontibret, várias ofensivas inglesas foram desbaratadas pelos irlandeses, e na batalha de Yellow Ford de 1598, quase 2000 soldados ingleses perderam a vida numa emboscada para perto de Armagh. O resto foi apresado na própria Armagh, ainda que salvaram suas vidas a mudança de evacuar a cidade. Henry Bagenal, o inimigo de Ou'Neill, morreu durante os combates. A de Yellow Ford era a pior derrota sofrida pelos ingleses em Irlanda até esse momento.

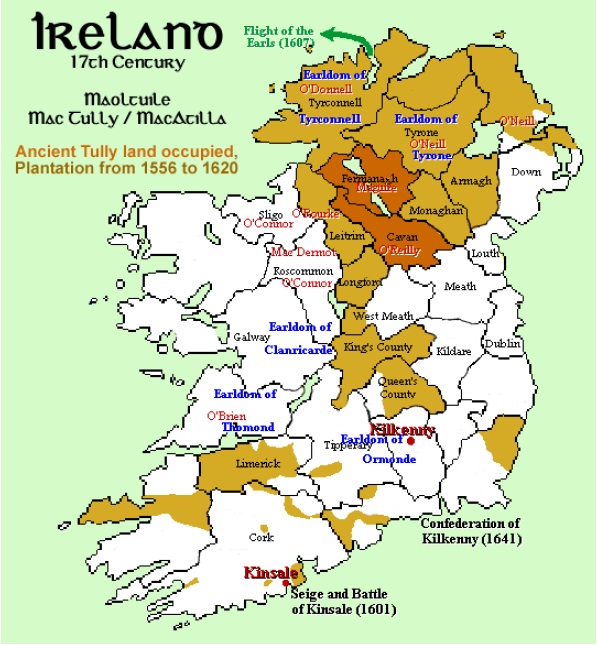
Mapa das rebeliões e Fuga dos Condes

A vitória propiciou levantamentos por todo o país e a guerra adquiriu uma dimensão muito maior. Hugh Ou'Neill concedeu a seus partidários os títulos de Condes e Chefes; assim, James FitzThomas FitzGerald recebeu o título de Conde de Desmond, e Florence MacCarthy, Chefe dos MacCarthy. Em Munster, ao menos 9.000 homens uniram-se à rebelião, e a Colonização de Munster foi totalmente destruída. Muitos dos colonos ingleses tiveram que fugir para salvar a vida.
Só um punhado de senhores nativos permaneceram fiéis à Coroa, pese à oposição de muitos de seus familiares e seguidores. No entanto, todas as cidades fortificadas se puseram do bando inglês. Hugh Ou'Neill, que não dispunha de meios para tomar cidades amurahladas, tratou de atrair aos habitantes da Empalizada apelando ao catolicismo e à marginação da qual eram objetos por parte das autoridades inglesas representadas pelo governo de Dublim e os presidentes provinciais. No entanto, a maior parte dos ingleses velhos permaneceram hostis para com os nativos irlandeses.

### O Conde de Essex
Em 1599, Robert Devereux, II Conde de Essex, desembarcou em Irlanda com um contingente de 17.000 homens. Seguindo o conselho do governo irlandês, tratou de sufocar as revoltas do sul antes de atacar o Ulster. Não obstante, isto debilitou suas forças e sofreu numerosos reveses em Leinster e Munster. Em sua tentativa de cruzar as montanhas de Curlew para atingir Sligo, seu exército foi atingido e vencido pelas tropas de Rede Hugh Ou'Donnell em Curlew Pass. Ademais, as duras condições da campanha fizeram que muitos dos soldados ingleses contraíssem tifu e disenteria.
Quando por fim atingiu o Ulster, o Conde de Essex teve que assinar uma trégua muito favorável a Ou'Neill, o que não foi do agrado do governo de Londres. Tratando de antecipar ao desastre, Essex partiu para Inglaterra em 1599, sem esperar à permissão da rainha. Depois de vários processos e rebeliões, finalmente seria executado em 1601.
O sucessor de Essex à frente dos assuntos da Irlanda foi Lord Mountjoy, que cedo revelou ser um comandante bem mais capaz que seu predecessor. Dois veteranos da guerra irlandesa, George Carew e Arthur Chichester, foram postos ao comando de Munster e Ulster, respectivamente.

### O fim da rebelião em Munster
Carew conseguiu controlar as revoltas em Munster em 1601, combinando a força e a negociação. No verão de 1601 tinha reconquistado a maioria dos castelos da província e dispersado as forças irlandesas. Capturou ao conde de Desmond, James FitzThomas FitzGerald e a Florence MacCarthy, que foram enviados a Londres, onde morreriam anos depois. O resto dos senhores renderam-se a Carew uma vez que os mercenários contratados por Ou'Neill foram derrotados.

### A Batalha de Kinsale e o fim da rebelião
Mountjoy, por sua vez, penetrou no Ulster mediante um duplo desembarque em Derry e em Carrickfergus, comandado por Henry Dowcra e Arthur Chichester, respectivamente. Dowcra e Chichester, apoiados por Niall Garve Ou'Donnell, cunhado e primo de Red Hugh, devastaram o país num esforço por provocar a fome entre a população civil, dificultando assim o abastecimento e recrutamento dos rebeldes. Esta táctica começou a desgastar às forças irlandesas que, ademais, se viam obrigadas a permanecer no Ulster para defender seus territórios. Ainda que Ou'Neill rechaçou outra incursão inglesa na Batalha de Moyri Pass, perto de Newry, sua posição se fazia a cada vez mais desesperada.

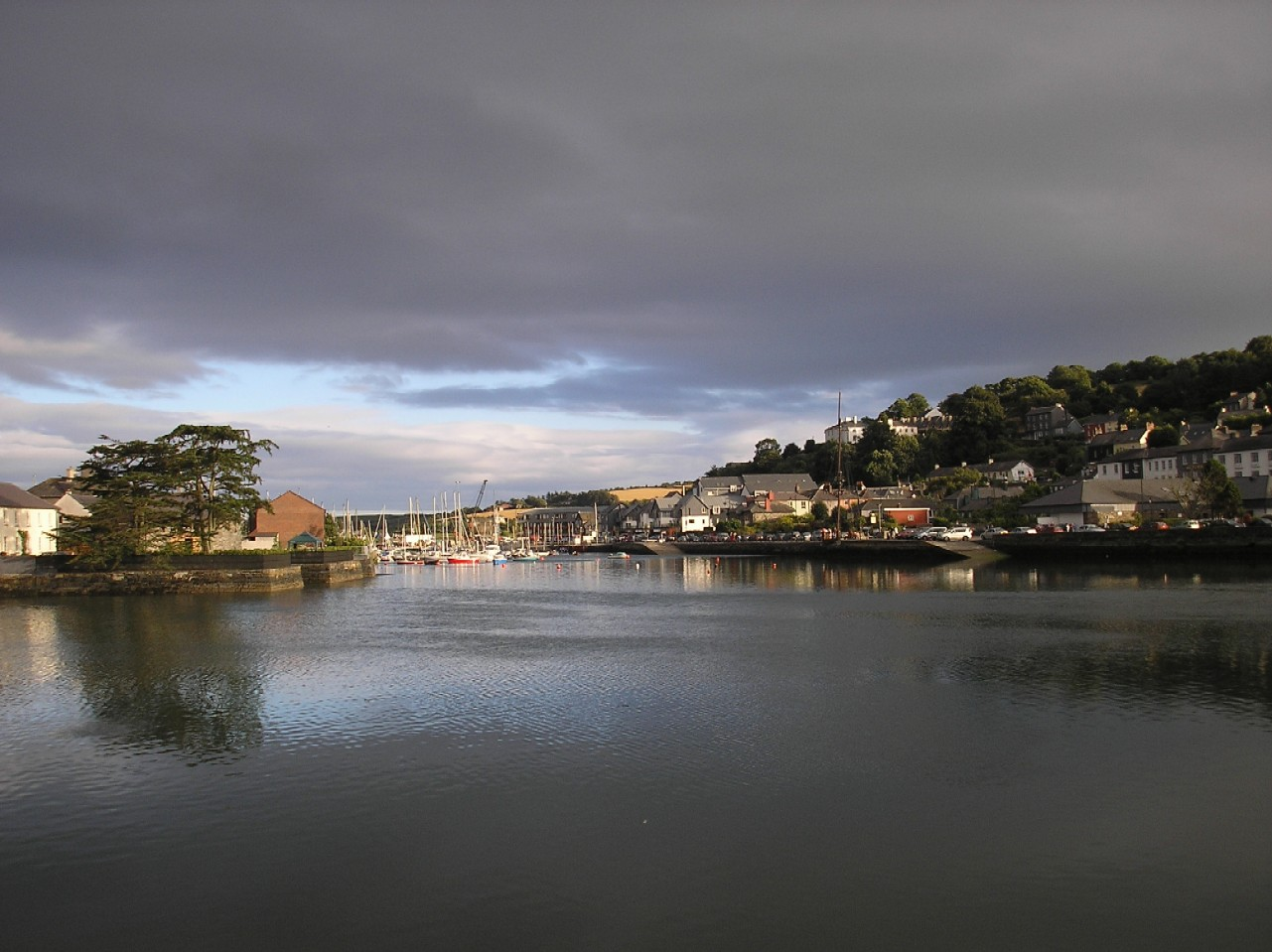
Porto de Kinsale.

Em 1601, chegou por fim a tão almejada ajuda estrangeira 4000 soldados espanhóis desembarcavam em Kinsale, Cork, no extremo sul de Irlanda. Ante a notícia, Mountjoy pôs lugar a Kinsale com 7000 soldados. Ou'Neill, Ou'Donnell e seus aliados marcharam também para o sul tratando de aliviar o sítio e atrapar a Mountjoy, cujas tropas estavam famintas e doentes. Durante sua marcha, Ou'Neill assolou todas as terras de seus inimigos. Entre os dias 5 e 6 de Janeiro de 1602, os irlandeses atingiram Kinsale. Ou'Neill e Ou'Donnell decidiram lançar um ataque surpresa, mas os ingleses estavam preparados e o confronto solucionou-se com umas quantas escaramuças, nas quais os irlandeses foram derrotados no que se ficou  conhecido como a Batalha de Kinsale.
Os rebeldes retiraram-se a Ulster onde tentaram reagrupa-se, mas a viagem de volta, cruzando lugares inundados e congelados, produziu mais baixas que a própria batalha. O último bastião rebelde no sul, o Castelo de Dunboy, foi sitiado e tomado por George Carew. Red Hugh Ou'Donnell morreu em 1602 em Espanha, a onde se tinha dirigido em procura de novas ajudas, e seu irmão Rory assumiu a chefatura do clã. Junto com Hugh Ou'Neill prosseguiram a luta, ainda que tiveram que limitar ao uso de táticas de guerrilha contra Mountjoy, Dowcra, Chichester e Niall Garve Ou'Donnell, que controlavam o país.

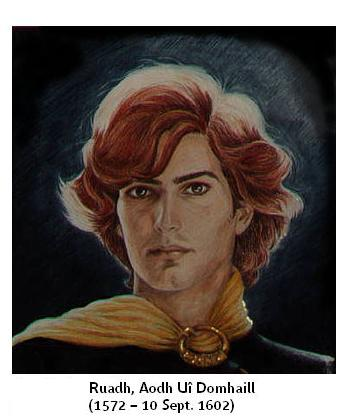
Red Hugh Ou'Donnel.

Finalmente, Mountjoy destruiu a pedra de coroação de Ou'Neill em Tullaghogue, o que simbolicamente indicava o fim do poder Ou'Neill. Como resultado das atuações inglesas no Ulster, a fome se estendeu entre a população civil e cedo os nativos se viram obrigados ao canibalismo. Os lugares-tenentes de Ou'Neill (Ou'Façam, Ou'Quinn, MacCann) começaram a render-se. Rory Ou'Donnell depôs as armas no final de 1602. Hugh Ou'Neill resistiu em suas terras de Tyrone até o 30 de março de 1603, quando chegou a um acordo com Mountjoy. Isabel I tinha morrido uma semana dantes.

## Consequências

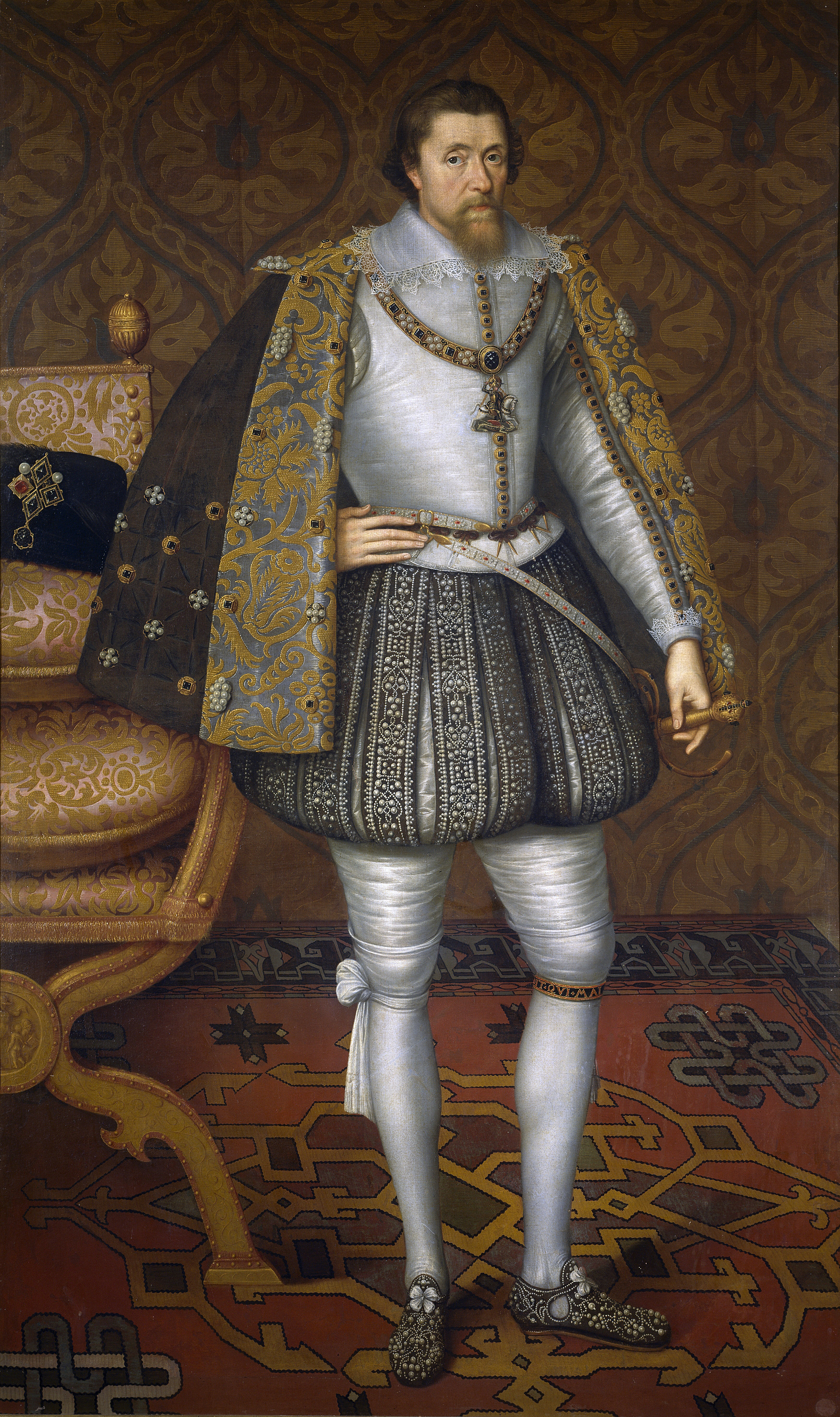
Retrato de Jaime I de Inglaterra para 1600.

Depois da guerra, o novo rei Jacobo I concedeu aos irlandeses um acordo de paz muito favorável. Ou'Neill, Ou'Donnell e o resto dos chefes do Ulster foram perdoados e suas posses restituídas. A mudança, deveriam abandonar seus títulos irlandeses, dissolver seus exércitos privados, renunciar a suas alianças e jurar lealdade à Coroa Inglesa. Em 1604, Mountjoy decretou amnistia geral para todos os rebeldes.
A razão para estas condições há que procurar na debilidade inglesa. Inglaterra não dispunha de exércitos profissionais e o Parlamento não estava disposto a aprovar novos impostos para financiar operações militares; ademais, estavam as Guerras de Flandes, onde tropas britânicas apoiavam aos Países Baixos em sua insurreição contra Espanha. A guerra da Irlanda, que implicou um custo de uns 2 milhões de libras esterlinas, esteve a ponto de levar à quebra ao sistema britânico.
Não obstante, a situação no Ulster continuava sendo de calma tensão. Em 1607 Ou'Donnell e Ou'Neill, junto com outros chefes gaélicos do Ulster, partiram para o continente em procura de respaldo militar que lhes permitisse reiniciar a guerra, num movimento que tem passado à história como a «Fuga dos Condes». No entanto, não tiveram sorte. O objetivo preferente, Espanha, tinha assinado em 1604 a paz com a Inglaterra dos Stuarts e também não atravessava um bom momento para empresas arriscadas.
Suas terras foram confiscadas de imediato e entregadas a uma nova remessa de colonos britânicos, muitos deles escoceses, no que ia ser conhecida como a Colonização do Ulster, criando um núcleo absolutamente fiel e adito à Coroa de Inglaterra até nossos dias.
Com a Guerra dos Nove Anos e a Fuga dos Condes, a Irlanda gaélica tinha chegado a seu fim.